# La damigella di Bard
Pour plus de détails, voir Fiche technique et Distribution.
La damigella di Bard est un film italien réalisé par Mario Mattoli, sorti en 1936.

## Fiche technique
- Titre : La damigella di Bard
- Réalisation : Mario Mattoli
- Scénario : Mario Mattoli et Aldo De Benedetti d'après la pièce de Salvatore Gotta
- Photographie : Anchise Brizzi
- Musique : Franco Casavola et Theo Mucci
- Pays de production : Royaume d'Italie
- Format : Noir et blanc - 1,37:1 - Mono
- Durée : 75 minutes
- Date de sortie : 1936

## Distribution
- Emma Gramatica : Maria Clotilde de Bard
- Luigi Cimara : le marquis Luciano di Pombia
- Amelia Chellini : Madame Ponzetti
- Armando Migliari : Amilcare Pacotti
- Cesare Bettarini (it) : Franco Toscani
- Mirella Pardi : Renata
- Olga Pescatori : Denise
- Romolo Costa : le comte Amedeo
- Vasco Creti : Papà Ponzetti
- Luigi Pavese : Avocat Palmieri
- Nora D'Alba : Maria Clotilde
- Norma Nova : la femme de Fernando
- Pina Valli : Orsolina
- Mario Brizzolari (it) : l'huissier
- Eugenio Duse (it) : Filippo Carli